# Panoramic View of Multnomah Falls
Pour plus de détails, voir Fiche technique et Distribution.
Panoramic View of Multnomah Falls est un très court film documentaire américain réalisé par Harry Buckwalter et sorti en 1904
Produit par la Selig Polyscope Company, le film montre les chutes de Multnomah (Multnomah Falls), célèbres chutes d'eau situées dans la gorge du Columbia, un canyon sur le fleuve Columbia, dans le comté de Multnomah, dans l'Oregon. Hautes d'environ 259 mètres (850 pieds), elles sont encore plus impressionnantes à la fin du printemps et au début de l'été, lorsque la fonte des neiges des montagnes environnantes augmente leur débit.

## Fiche technique
- Titre : Panoramic View of Multnomah Falls
- Réalisation : Harry Buckwalter
- Scénario :
- Photographie :
- Montage :
- Producteur : William Selig
- Société de production : Selig Polyscope Company
- Société de distribution : Selig Polyscope Company
- Pays d'origine :  États-Unis
- Langue : film muet avec les intertitres en anglais
- Format : Noir et blanc — 35 mm — 1,33:1 — Muet
- Genre : Film documentaire
- Durée : 1 minute 30
- Dates de sortie :
  -  États-Unis : 1904